# Гончаров Леонід Михайлович
Леонід Михайлович Гончаров (25 серпня 1925, село Грачевка, тепер Грачевського району Оренбурзької області, Російська Федерація — 21 травня 1986, полігон Емба) — радянський воєначальник, кандидат військових наук, професор, генерал-полковник артилерії. Депутат Верховної Ради УРСР 10—11-го скликань. Кандидат у члени ЦК КПУ у 1981—1986 роках. Член Ревізійної комісії КПУ в лютому — травні 1986 р.

## Біографія
Народився в родині службовця. Трудову діяльність розпочав із сімнадцятирічного віку.
З 1943 року — в Червоній армії. У 1944 році закінчив військове училище. Брав участь у німецько-радянській війні у складі військ 2-го Українського фронту та радянсько-японській війні у складі військ 2-го Далекосхідного фронту. Член ВКП(б) з 1945 року.
У 1959 році закінчив Військову командну академію Протиповітряної оборони СРСР. Служив у Військах ППО СРСР на посаді начальника штабу, командира зенітного ракетного полку, начальника зенітно-ракетних військ корпусу. Брав участь у війні у В'єтнамі в період активних бойових дій при відбитті масованих нальотів авіації США на Ханой, Хайфон у 1967 році.

Могила Леоніда Гончарова

З жовтня 1968 по серпень 1970 року був командиром 21-ї дивізії ППО (Одеса); з серпня 1970 року — командир 28 корпусу ППО (Львів); з 1973 по 1977 рік — командувач 4-ї окремої армії ППО (Свердловськ); з 1978 по 1983 рік — командувач 8-ї окремої армії ППО (Київ).
З 1983 по травень 1986 рік — начальник Військової академії протиповітряної оборони Сухопутних військ імені Маршала Радянського Союзу Василевського О. М..
Раптово помер 21 травня 1986 року від серцевого нападу на полігоні Емба. Похований в Києві на Байковому кладовищі.

## Звання
- генерал-полковник артилерії (30.10.1978)

## Нагороди
- орден Жовтневої Революції
- орден Червоного Прапора
- два ордени Червоної Зірки
- орден Вітчизняної війни І ст.
- орден «За службу Батьківщині у Збройних Силах СРСР» III ст.
- медалі